# Иллюзия обмана (серия фильмов)
«Иллюзия обмана» (англ. Now You See Me) — серия фильмов-триллеров о команде иллюзионистов, которые совершают ограбления банков во время своих выступлений и вознаграждают зрителей деньгами. Их выслеживают агент ФБР и детектив Интерпола. Первый фильм снят французским режиссёром Луи Летерье по сценарию Боаза Якина, Эдварда Рикурта и Эда Соломона на основе рассказа Якина и Рикурта. Премьера состоялась в 2013 году. Вторая часть, «Иллюзия обмана 2», была срежиссирована Джоном Чу и вышла в прокат в 2016 м году. В 2024 году было объявлено, что третий фильм серии, срежиссированный Рубеном Флейшером по сценарию Сета Грэма-Смита в соавторстве с Нилом Уайднером и Гэвином Джеймсом, находится в предпроизводстве.
В картинах снялись ряд знаменитых актёров, включая Джесси Айзенберга, Марка Руффало, Вуди Харрельсона, Айлу Фишер, Дэйва Франко, Майкла Кейна, Лиззи Каплан, Моргана Фримена.
Мнения критиков о фильмах разделились, однако картины имели финансовый успех: первые два фильма собрали около $686 млн в международном прокате.

## Фильмы
| Роль       | Фильм                       | Фильм                       | Фильм                                     |
| Роль       | Иллюзия обмана (2013)       | Иллюзия обмана 2 (2016)     | Иллюзия обмана 3 (в производстве)         |
| ---------- | --------------------------- | --------------------------- | ----------------------------------------- |
| Режиссёр   | Луи Летерье                 | Джон Чу                     | Рубен Флейшер                             |
| Продюсер   | Алекс Куртцман Роберто Орси | Алекс Куртцман Роберто Орси | Бобби Коэн и Алекс Куртцман               |
| Сценарист  | Эд Соломон Боаз Якин        | Эд Соломон Пит Чиарелли     | Сет Грэм-Смит, Гэвин Джеймс, Майкл Лессли |
| Композитор | Брайан Тайлер               | Брайан Тайлер               |                                           |
| Бюджет     | 75 млн $                    | 90 млн $                    |                                           |

### Иллюзия обмана (2013)
Первая часть серии фильмов «Иллюзия обмана» вышла в 2013 году. Эта картина стала шестой полнометражной работой французского режиссёра Луи Летерье. Американский фильм-ограбление был создан по сценарию Эда Соломона, Боаза Якина и Эдварда Рикурта, основанному на рассказе Якина и Рикурта. Съёмки проходили в Новом Орлеане, Нью-Йорке, Лас-Вегасе и Париже.
Фильм рассказывает о команде фокусников, которые совершают ограбления банков во время своих выступлений и вознаграждают зрителей деньгами. Их выслеживают и пытаются привлечь к ответственности агент ФБР и детектив Интерпола. В картине приняли участие популярные актёры — Джесси Айзенберг, Марк Руффало, Вуди Харрельсон, Мелани Лоран, Айла Фишер, Common, Дэйв Франко, Майкл Кейн и Морган Фримен. Премьера состоялась в Нью-Йорке 21 мая 2013 года, а официальный релиз в Соединённых Штатах состоялся на Summit Entertainment 31 мая того же года.
Фильм вызвал противоречивые реакции у критиков, которые в основном критиковали его концовку. Однако фильм оказался популярен среди зрителей — при бюджете в $75 млн картина «Иллюзия обмана» собрала в международном прокате около $351,7 млн.
Первая серия фильмов получила приз зрительских симпатий в номинации «лучший триллер» (2014 год), а также была номинирована на премию журнала Empire за лучший триллер и премию «Сатурн» за лучший фильм в жанре триллер и лучшую музыку.

### Иллюзия обмана 2 (2016)
Съёмки сиквела «Иллюзия обмана» продолжались с ноября 2014 по май 2015 года. Фильм был выпущен 10 июня 2016 года компанией Lionsgate. Фильм срежиссировал Джон Чу, а сценарий был написан совместно Эдом Соломоном и Питером Чиарелли. Главные роли исполнили Джесси Айзенберг, Марк Руффало, Вуди Харрельсон, Дэйв Франко и Лиззи Каплан, второстепенные — Дэниел Рэдклифф, Джей Чоу, Сэна Латан, Майкл Кейн и Морган Фримен.
Второй фильм серии также продолжил историю «Четырёх всадников» и их лидера Дилана Родса. По сюжету они были завербованы криминальным авторитетом Уолтером Мэбри для кражи чипа с данными. В качестве «консультанта по магии» и сопродюсера фильма выступил известный американский иллюзионист Дэвид Копперфильд.
Как и первая часть, сиквел получил неоднозначные отзывы критиков. Так, издание The Guardian дало фильму 2 балла из 5, журналистка Жаннетт Катсулис из The New York Times заявила, что «Иллюзия обмана 2» представляет собой «эмоциональную чёрную дыру», а на сайте-агрегаторе рецензий Rotten Tomatoes фильм понравился только 38 % посмотревшим. При этом в международном прокате картина «Иллюзия обмана 2» собрала $334 млн.

### Иллюзия обмана 3 (в производстве)
В мае 2015 года Lionsgate анонсировала третью часть франшизы, а в 2016 году на роль режиссёра был назначен Джон Чу. Позже были утверждены сценаристы Нил Уайденер и Гэвин Джеймс, а также продюсеры Боб Коэн, Алекс Курцман и Джеб Броди. В апреле 2020 года сценарий дорабатывал Эрик Уоррен Сингер, а в сентябре 2022 режиссёром стал Рубен Флейшер сменил Джона Чу на посту режиссёра, добавив новую версию сценария, созданную Сетом Грэмом-Смитома.
Съёмки проходили с мая по сентябрь 2024 года в Нью-Йорке, Париже, Будапеште и Антверпене. Выход фильма в прокат США запланирован на 14 ноября 2025 года.

## Актёрский состав
| Персонаж                        | Фильм                 | Фильм                                            | Фильм                   |
| Персонаж                        | Иллюзия обмана (2013) | Иллюзия обмана 2 (2016)                          | Иллюзия обмана 3 (2025) |
| ------------------------------- | --------------------- | ------------------------------------------------ | ----------------------- |
| Джей Дэниел Атлас               | Джесси Айзенберг      | Джесси Айзенберг                                 | Джесси Айзенберг        |
| Дилан Родс                      | Марк Руффало          | Марк Руффало (Дилан в юности — Уильям Хендерсон) | Марк Руффало            |
| Меррит Маккинни                 | Вуди Харрельсон       | Вуди Харрельсон                                  | Вуди Харрельсон         |
| Хенли Ривз                      | Айла Фишер            | —                                                | Айла Фишер              |
| Джек Уайлдер                    | Дэйв Франко           | Дэйв Франко                                      | Дэйв Франко             |
| Артур Тресслер                  | Майкл Кейн            | Майкл Кейн                                       |                         |
| Таддеуш Брэдли                  | Морган Фримен         | Морган Фримен                                    |                         |
| Альма Дрей                      | Мелани Лоран          |                                                  |                         |
| агент Коуэн                     | Дэвид Варшофски       | Дэвид Варшофски                                  |                         |
| агент Эванс                     | Common                |                                                  |                         |
| агент Фуллер                    | Майкл Келли           |                                                  |                         |
| Лионел Шрайк                    | Элиас Котеас          | Ричард Лейн                                      |                         |
| Меррит Маккинни / Чейз Маккинни |                       | Вуди Харрельсон                                  |                         |
| Лула Мэй                        |                       | Лиззи Каплан                                     |                         |
| Уолтер Мэбри                    |                       | Дэниел Рэдклифф                                  |                         |
| Ли                              |                       | Джей Чоу                                         |                         |
| агент ФБР Натали Остин          |                       | Сэна Латан                                       |                         |
| Аллен Скотт-Фрэнк               |                       | Генри Ллойд-Хьюз                                 |                         |

## Сборы
|                                                        | Фильм            | Фильм            | Фильм |
| Иллюзия обмана                                         | Иллюзия обмана 2 | Иллюзия обмана 3 |       |
| ------------------------------------------------------ | ---------------- | ---------------- | ----- |
| Кассовый сбор (прокат за пределами США)                | $234,000,000     | $269,825,797     |       |
| Кассовый сбор (общие сборы)                            | $351,723,989     | $334,901,337     |       |
| Место в рейтинге самых кассовых фильмов (прокат в США) | #516             | #1174            |       |
| Место в международном рейтинге самых кассовых фильмов  | #317             | #347             | -     |

## Реакция критиков и зрителей
| Фильм            | Rotten Tomatoes    | Metacritic      | CinemaScore |
| ---------------- | ------------------ | --------------- | ----------- |
| Иллюзия обмана   | 51 % (171 отзыв)   | 50 (35 отзывов) | A-          |
| Иллюзия обмана 2 | 34 % (197 отзывов) | 46 (33 отзывов) | A-          |